# Pierre Aguet
Pour les articles homonymes, voir Aguet.
Pierre Aguet, né le 2 mars 1938 à Pompaples (originaire de Sullens et de Lutry), est une personnalité politique suisse, membre du Parti socialiste. Il est député du canton de Vaud au Conseil national de 1987 à 1999.

## Biographie
Pierre Aguet est né le 2 mars 1938 à Pompaples, dans le canton de Vaud. Il est originaire de Sullens et de Lutry, dans le même canton. Son père est municipal radical à Bottens. Il suit les enseignements de l'École de commerce, puis devient fonctionnaire postal.
Membre du Parti socialiste, il est président des Jeunesses socialistes du canton de Vaud de 1966 à 1968, puis vice-président des Jeunesses socialistes suisses,. Il est élu au Conseil communal de Vevey en 1965 et y reste jusqu'à son élection à l'exécutif en 1982. En 1970, il devient secrétaire du Parti socialiste vaudois, poste qu'il conserve jusqu'en 1982 et dans le cadre duquel il est rédacteur de la Tribune socialiste.
Il est membre de la Municipalité de Vevey de 1982 à 2000. Il est élu le 12 décembre 1982 au premier tour d'une élection complémentaire qui l'oppose à la démocrate-chrétienne Nicole Keller et qui fait suite au décès du socialiste Pierre Rochat. En 1989, il est candidat à la syndicature, mais est battu par le radical Yves Christen. Il démissionne pour le 31 décembre 2000.
Il siège au Grand Conseil du canton de Vaud de 1974 à 1987.
Lors des élections fédérales de 1987, il est premier viennent-ensuite de la liste socialiste. À la suite de l'élection de sa collègue de parti Yvette Jaggi au Conseil des États lors du deuxième tour de scrutin, il peut entrer au Conseil national dès le début de la législature. En 1998-1999, il préside la section suisse de l'Assemblée internationale des parlementaires de langue française. Il reste au Conseil national jusqu'en 1999.